# Ulrike Schneider (Philologin)
Ulrike Schneider (* 18. Juni 1965 in Berlin) ist eine deutsche Romanistin.

## Leben
Schneider studierte Romanistik (Französisch, Italienisch) und Germanistik in Saarbrücken und Paris. Nach der Promotion 1996 war sie von 1997 bis 2003 wissenschaftliche Assistentin am Institut für Romanische Philologie der FU Berlin. Sie habilitierte sich dort 2004 für Romanische Philologie mit einer Schrift über den weiblichen Petrarkismus im Cinquecento, für die sie mit dem Elise Richter-Preis des Deutschen Romanistenverbandes ausgezeichnet wurde. Weitere Forschungsschwerpunkte bilden unter anderem die französische und italienische Gegenwartsliteratur sowie in literaturtheoretischer Hinsicht Schwellenphänomene zwischen Faktualität und Fiktionalität. 
An der FU Berlin war sie von 2004 bis 2008 als Wissenschaftliche Oberassistentin tätig und hatte von 2008 bis 2011 eine Professur auf Zeit für Romanische Philologie inne. Seit 2011 ist sie ebenda Professorin für Romanische Philologie. Sie war zudem von 2019 bis 2022 Prodekanin für Forschung des Fachbereiches Philosophie und Geisteswissenschaften und von 2022 bis 2023 Dekanin des Fachbereiches.
Schneider gibt zusammen mit Guido Mensching die Zeitschrift für französische Sprache und Literatur heraus.

## Schriften (Auswahl)
- Der poetische Aphorismus bei Edmond Jabès, Henri Michaux und René Char. Zu Grundfragen einer Poetik. Stuttgart 1998, ISBN 3-515-07332-9.
- Der weibliche Petrarkismus im Cinquecento. Transformationen des lyrischen Diskurses bei Vittoria Colonna und Gaspara Stampa. Stuttgart 2007, ISBN 3-515-09047-9.